# Heap Island
Heap Island ist eine Insel vor der Westküste der Antarktischen Halbinsel. Im Archipel der Biscoe-Inseln liegt sie zwischen dem Jurva Point und Bates Island vor der südöstlichen Küste der Renaud-Insel.
Das UK Antarctic Place-Names Committee benannte sie 1985 nach dem britischen Polarforscher John Arnfield Heap (1932–2006), der als Experte für Meereis zwischen 1955 und 1962 für den Falkland Islands Dependencies Survey tätig war, von 1956 bis 1957 an der Commonwealth Trans-Antarctic Expedition (1955–1958) teilgenommen hatte und von 1992 bis 1997 das Scott Polar Research Institute leitete.